# Viscount Simon

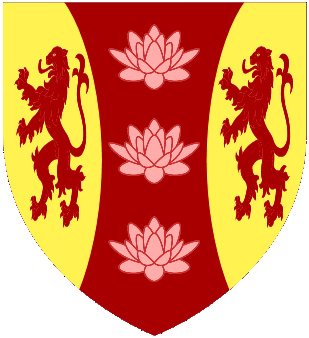
Wappen der Viscounts Simon

Viscount Simon, of Stackpole Elidor in the County of Pembroke, war ein erblicher britischer Adelstitel in der Peerage of the United Kingdom.
Der Titel wurde am 20. Mai 1940 für den liberalen Politiker und Schatzkanzler Sir John Simon geschaffen. Nach Verleihung der Viscountswürde war er Lordkanzler im Kabinett Churchill.
Der Titel erlosch am 15. August 2021 mit dem Tod von dessen Enkel, dem 3. Viscount, der keinen männlichen Erben hinterließ.

## Liste der Viscounts Simon (1940–2021)
- John Simon, 1. Viscount Simon (1873–1954)
- John Simon, 2. Viscount Simon (1902–1993)
- Jan David Simon, 3. Viscount Simon (1940–2021)